# محمود عبد الله
لواء أركان حرب / محمود عبد الله (توفي 26 أبريل 2021) قائد عسكري مصري، شغل سابقاً منصب رئيس هيئة الرقابة الإدارية، وقائد سلاح المظلات المصري في حرب أكتوبر، ومدير إدارة المخابرات الحربية والاستطلاع بالقوات المسلحة المصرية.